# سيسيليا كالديرون
سيسيليا كالديرون (من مواليد 5 ديسمبر 1949) هي اقتصادية وسياسية سابقة من الإكوادور تمثل مقاطعة غاياس التي تنتمي إلى جبهة ألفاريستا الراديكالية.

## الحياة المباركة
ولدت سيسيليا كالديرون في غواياكيل في 5 ديسمبر 1949، وهي ابنة عبدون كالديرون مونيوز وروزيتا برييتو. حتى في شبابها مالت كالديرون نحو السياسة، وتطوع بنشاط في الحملة الرئاسية لأندريس كوردوفا المرشح الليبرالي للانتخابات العامة الإكوادورية عام 1968. التحقت وتخرجت من الجامعة الكاثوليكية في غواياكيل كخبير اقتصادي.

## قيادة وكالة الرقابة المالية
خلال الانتخابات الإكوادورية العامة 1978-1979 شاركت كالديرون بنشاط في حملة عبدون كالديرون مونيوز والدها ورئيسها ومؤسسها. بعد فترة وجيزة من الجولة الأولى من الانتخابات قُتل كالديرون مونيوز بناءً على أوامر من الديكتاتورية العسكرية في 29 نوفمبر 1978، وتركت كالديرون كزعيمة للحزب، مما جعل كالديرون أول امرأة في الإكوادور تتولى قيادة الحزب حزب سياسي. قاتلت كالديرون من أجل العدالة من أجل والدها، والتي تم منحها عندما أعلن الرئيس خايمي رولدوس أغيليرا أن وزير الحكومة السابق بوليفار جارين كاهويناس مذنب بارتكاب جريمة القتل، وهي المرة الأولى في تاريخ الإكوادور التي أجازت فيها حكومة إكوادور جريمة سياسية.
في انتخابات المقاطعات لمقاطعة غواياس عام 1980 انتُخبت كالديرون كأول امرأة عضوة في المجلس الإقليمي، وبسبب العدد الكبير من الأصوات لها، فازت بمقعد نائب الرئيس في المجلس. ثم تم انتخاب كالديرون في عام 1986 لعضوية الكونغرس الوطني في الإكوادور، لتصبح المرأة الوحيدة التي شاركت في ذلك المؤتمر. واجهت بعض الانزعاج بسبب جنسها، مثل عدم وجود حمام نسائي مما دفعها إلى مطالبة رئيس الكونجرس بمفتاح الحمام الخاص. في الانتخابات التشريعية لعام 1988 أعيد انتخاب كالديرون للكونغرس، وهو واحد من عضوين فقط يمثلان اتحاد الجمهوريات الفيدرالية. في عام 1991 وجهت الكثير من الانتقادات لانتقادها الميزانية المرتفعة للقوات المسلحة الإكوادورية.